# تاريخ متصفح الويب أوبرا
بدأ تاريخ متصفح أوبرا على شبكة الإنترنت في عام 1994 عندما بدأ كمشروع بحث في شركة تلينور ( Telenor )، أكبر شركة اتصالات في النرويج، في عام 1995، تشعب المشروع إلى شركة منفصلة تسمى أوبرا للبرمجيات آيه أس آيه ( Opera Software ASA ) .
مع ظهور أول نسخة للجمهور والذي صدر في عام 1996.
شهدت أوبرا تغييرات وتحسينات واسعة، وعرضة سمات ومميزات ملحوظة مثل الاتصال الهاتفي السريع.

MultiTorg Opera